# Letov Š-21
Bei dem Flugzeug Letov Š-21 handelt es sich um einen einmotorigen einsitzigen Doppeldecker, der als Jagdflugzeugtrainer entwickelt wurde. Der Erstflug der Maschine fand im Jahre 1926 statt. Der Typ wurde in den Letov-Werken in Letnany bei Prag in der Tschechoslowakei hergestellt. Die Konstruktion führte Alois Šmolík aus.
Es wurde nur ein Prototyp hergestellt.

## Technische Daten
| Kenngröße             | Daten                                                             |
| --------------------- | ----------------------------------------------------------------- |
| Besatzung             | 1                                                                 |
| Länge                 | 7,53 m                                                            |
| Spannweite            | 10,10 m                                                           |
| Höhe                  | ? m                                                               |
| Flügelfläche          | 19,60 m²                                                          |
| Flächenbelastung      | 43,5 kg/m²                                                        |
| Leermasse             | 641 kg                                                            |
| max. Startmasse       | 863 kg                                                            |
| Reisegeschwindigkeit  | 180 km/h                                                          |
| Höchstgeschwindigkeit | 210 km/h                                                          |
| Steigzeit             | 18 min auf 5000 m Höhe                                            |
| Dienstgipfelhöhe      | 4000 m                                                            |
| Reichweite            | 420 km                                                            |
| Triebwerke            | 1 × 8-Zylinder-V-Motor Hispano Suiza 8 Aa mit 132 kW (ca. 180 PS) |
| Bewaffnung            | ?                                                                 |